# Цукерман, Константин
Константи́н Цукерма́н (фр. Constantine Zuckerman; род. 1957, Москва) — французский историк, профессор византинистики в Практической школе высших исследований в Париже.
Учёное звание: professor. Учёная степень: doctorate. Должность: Заместитель директора Центра истории и цивилизации Византии, Коллеж де Франс.

## Научная деятельность
К. Цукерман является автором большого числа статей об истории Византии, готов, армян, гуннов, тюрок, хазар, мадьяр, раннего периода Древней Руси и других народов. В статье «On the Date of the Khazars' Conversion to Judaism and the Chronology of the Kings of the Rus Oleg and Igor» («К вопросу датировки обращения хазар в иудаизм и хронологии княжения русских князей Олега и Игоря», 1995) Цукерман, используя в качестве источников хазарские и еврейские документы (Киевское письмо, Хазарская переписка и письмо Ше́хтера), ставит под сомнение традиционную датировку княжения первых русских князей. В той же статье К. Цукерман предположил, что хазары приняли иудаизм в 861 г., во время визита св. Кирилла.

### Анализ начальной истории Руси
Одна из наиболее известных работ «Два этапа формирования Древнерусского государства» (первоначальная публикация на французском языке, Париж 2000 г.) переведена на русский в 2003 году. К. Цукерман был приглашён на международную научную конференцию, которая состоялась 4-7 октября 2005 года в Великом Новгороде. По её материалам в 2007 г. выпущено издание: «У истоков русской государственности: Историко-археологический сборник: материалы международной научной конференции 4-7 октября 2005 г. Великий Новгород».
Как отмечают на сайте Новгородского госуниверситета «наряду с публикациями, интересными прежде всего специалистам, в сборник включены две публикации, с которыми я советую ознакомиться всем, кто интересуется первоначальной русской историей. Это статья В. Л. Янина „О начале Новгорода“ и К. Цукермана „Перестройка древнейшей Русской истории“». Подчёркивается, что автор «не отказываясь от анализа письменных источников, но одновременно опираясь на результаты археологических исследований, призывает не вмещать все события в 862 год, а разделить два этапа становления российской государственности». Относительно этапов, К. Цукерман выделяет «первый этап был ознаменован возникновением государственного образования, возглавляемого каганом русов и поэтому известного в историографии, как „Русский каганат“ (около 830—870-х гг.)»; а второй «связан с появлением на Руси основателя новой династии Рюриковичей (890-е гг.)». К. Цукерман датирует приход Рюрика в Ладогу 890-ми годами.